# Arădeanca
Arădeanca este cea mai veche fabrică de păpuși din România. Este situată în Arad, România, înființată în 1949.
Este deținută de SIF Banat-Crișana (39,6%), trei acționari PAS (40%) și aproximativ 1.200 de persoane fizice care au primit gratuit acțiuni în urma procesului de privatizare în masă.
La început, firma producea păpuși, medalii, insigne și cupe sportive în ateliere de mici dimensiuni.
Număr de angajați:
- 2013: 28[2]
- 2010: 35[1]
- 2008: 60[3]
- 1989: 1.200[2]

Cifra de afaceri în 2007: 0,5 milioane euro